# Kandariya-Mahadeva-Tempel

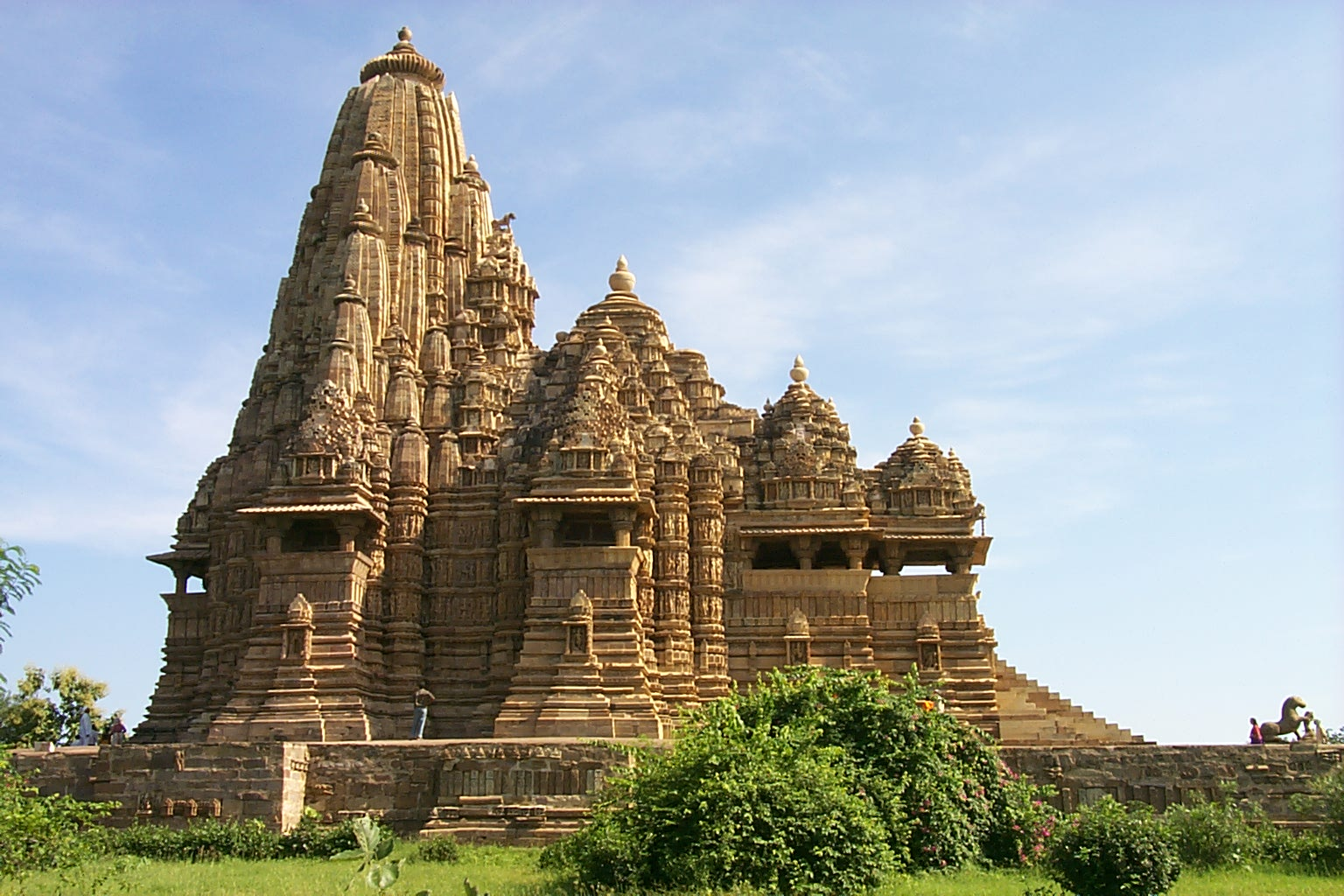
Shikhara-Turm mit Begleittürmchen (urushringas) auf der Cella (garbhagriha) des Kandariya-Mahadeva-Tempel (11. Jahrhundert) in Khajuraho; in der Seitenansicht oder aus der Ferne ähnelt der Tempel einem Gebirge oder Gebirgsstock und nimmt somit Bezug auf den Berg Kailash, dem Wohnsitz Shivas und seiner Gemahlin Parvati im Himalaya-Gebirge. Durch die umlaufenden Balkone hebt sich die Dachlandschaft deutlich vom Unterbau ab. Durch die alle Bauteile einbeziehende architektonische Durchgliederung und das Skulpturenprogramm wird jegliche Wand- bzw. Steinsichtigkeit des Tempels vermieden.

Der Kandariya-Mahadeva-Tempel ist das flächenmäßig größte und höchste Bauwerk im Tempelbezirk von Khajuraho, nahe der Stadt Khajuraho im indischen Bundesstaat Madhya Pradesh. Der Tempel ist dem Gott Shiva geweiht; im Zentrum der Cella (garbhagriha) steht ein Lingam.

## Etymologie
Der heutige Name des Tempels ist wahrscheinlich herzuleiten aus den Worten kandara („Höhle“) und Mahadeva („Großer Gott“), einem Beinamen Shivas. Ob dies allerdings der ursprüngliche Name des Tempels war, ist eher unwahrscheinlich.

## Geschichte
Der nicht durch Inschriften oder andere Urkunden datierte Tempel wurde in der ersten Hälfte des 11. Jahrhunderts (wahrscheinlich von 1017 bis 1029, nach anderer Meinung von etwa 1025 bis 1050) erbaut. Als wichtigster Vorläufer ist der in unmittelbarer Nachbarschaft stehende und um 950 errichtete Lakshmana-Tempel zu nennen, des Weiteren der um das Jahr 1000 fertiggestellte Vishvanatha-Tempel.
Nach dem Untergang der Chandella-Dynastie im 12. Jahrhundert wurden die Tempel, wie auch der Rest der ehemals nicht unbedeutenden Stadt, aufgegeben und dem Wuchs des Urwaldes überlassen. Die Tempelbauten von Khajuraho überlebten – wohl wegen der abgelegenen Lage sowie der politischen und wirtschaftlichen Bedeutungslosigkeit des Ortes – die Zeit der islamischen Expansion in Nordindien. Im 18. und 19. Jahrhundert hatte Khajuraho nur noch etwa 300 Einwohner. Zu Beginn des 20. Jahrhunderts wurden unter der – damals noch britischen – Leitung des Archaeological Survey of India umfangreiche Ausgrabungs-, Sicherungs- und Restaurierungsarbeiten durchgeführt.

## Architektur
Der komplett aus Sandstein gebaute Tempel ist ca. 30,5 m hoch, ebenfalls etwa 30,5 m lang und ca. 20 m breit.
Er erhebt sich auf einer rechteckigen, ca. 3 m hohen Umgangsplattform (jagati) und gliedert sich in vier Bauteile, die harmonisch ineinander übergehen: Portikus (mukhamandapa oder ardhamandapa), Vorhalle (mandapa), Große Vorhalle (mahamandapa) und Cella (garbhagriha); das Sanktum des Tempels ist überdies von einem Umgang (pradakshinapatha) umgeben. Die drei Vorhallen sowie der Umgangsbereich der Cella sind durch balkonartige Brüstungen ohne Jalis, vor denen sich oft steinerne Sitzbänke befinden, nach außen geöffnet.
Die verschiedenen Räume haben ein geringfügig wechselndes Bodenniveau und sind von gleichmäßig ansteigenden pyramidenförmigen Dächern bedeckt; die Cella des Tempels mit dem Lingam hat von allen Räumen das höchste Fußbodenniveau und wird von einem Shikhara-Turm mit kleinen Begleittürmchen (urushringas) überhöht. Im Äußeren entsteht so das Bild eines die umgebende Landschaft überragenden Gebirges oder Bergstocks, ein Bild, das eindeutig Bezug nimmt auf den Berg Kailash, dem Wohnsitz Shivas und seiner Gemahlin Parvati im Himalaya-Gebirge. Doch auch im Innern müssen die Gläubigen einige Stufen überwinden um zum „Höchsten“ zu gelangen.
Im Innern wie im Äußeren ist jedes Bauteil des Tempels reich gegliedert und mit Skulpturen oder abstrakten geometrischen oder vegetabilischen Ornamenten bedeckt; eine Wand- bzw. Steinsichtigkeit wird also weitgehend vermieden.

## Skulpturen
Zusätzlich zur Plattform ist der Tempel innen wie außen mit über tausend Figuren geschmückt, die weitgehend vollplastisch gearbeitet und somit nur noch geringfügig mit dem rückwärtigen Reliefgrund verbunden sind. Die prominent hervorstehenden Bauteile zeigen zumeist Götterfiguren (Shiva, Vishnu u. a.), die seitlich in den etwas zurückspringenden Teilen von gleich großen weiblichen Figuren – leicht bekleideten 'Schönen Mädchen' (surasundharis) in unterschiedlichen Posen und stets mit aufgebundenem Haar – begleitet werden. Die etwas breiteren, aber am stärksten zurückgestuften Mittelregister der drei Außenwände des Sanktums präsentieren in mehreren übereinanderliegenden Ebenen erotische Szenen aller Art, für die die Tempel von Khajuraho in der ganzen Welt berühmt sind.

### Geschichte der erotischen Skulpturen
Die altindische Religion beruht in nicht unwesentlichen Maße auch auf Liebesbeziehungen; die zumeist männlichen Hauptgötter werden stets begleitet von weiblichen Göttinnen (shaktis), durch welche ihre Kräfte oft erst wirksam werden. Eine wichtige uralte anikonische Darstellungsform ist in diesem Zusammenhang die des Shiva-Lingam inmitten der Yoni. Konkreter lassen sich die erotischen Darstellungen zurückführen auf buddhistische (vgl. Karli, 4. Jh.) und gupta-zeitliche (vgl. Nachna, 5. Jh.) Darstellungen sogenannter 'Himmlischer Liebespaare' (mithunas) an Portalen, die ihrerseits mit hoher Wahrscheinlichkeit aus Holz gefertigte Vorbilder hatten, von denen sich jedoch nichts erhalten hat. Trotz ihrer Nacktheit fehlt diesen frühen mithuna-Darstellungen jedoch die eindeutig erotisch-sexuelle Komponente, die erst im Rahmen des sich entwickelnden und über große Teile Nordindiens bis hin nach Konarak verbreiteten Tantrismus stärker zur Ausbildung kam. Eine der frühesten (erhaltenen) Szenen dieser Art findet sich an einem Reliefpfeiler des Kalika-Mata-Tempels in Chittorgarh. Derartige Skulpturen wurden auch mit der angenommenen Tempelprostitution in Verbindung gebracht, über die jedoch keine gesicherten Erkenntnisse vorliegen.

### Funktion der erotischen Skulpturen

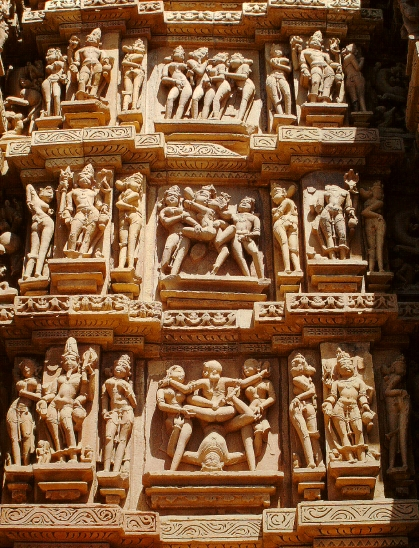
Erotische Darstellungen, Götterfiguren und vollbusige 'Schöne Mädchen' – alle Figuren am Kandariya-Mahadeva-Tempel sind nahezu vollplastisch gearbeitet.

Erotische Darstellungen sind ein wichtiger Bestandteil der indischen (Tempel-)Kunst und somit Thema vielfältiger Überlegungen, Interpretationen und Spekulationen. Diese reichen von Abbildungen aus dem Kamasutra, über Unheil abwehrende (apotropäische) Funktionen bis hin zu philosophisch-esoterischen Deutungsversuchen.
- „In der hinduistischen Mythologie beruht die göttliche Vollkommenheit auf der Einheit. Der natürliche Gegensatz zwischen Mann und Frau lässt sie nach Vereinigung und damit nach den Göttern gleicher Vollkommenheit streben. Im Geschlechtsakt, der als Zeugungsakt der Weltschöpfung der Götter verwandt ist, verschmelzen Mann und Frau zu einer Einheit... Die Erotik hebt sich durch die Sinnlichkeit vom bloßen Geschlechtsakt ab. Die den erotischen Akt bestimmende Phantasie stellt jenes 'Mehr' dar, das die Lust preist und der Liebe die kosmische Dimension gibt. Die Kunst verklärt die Natur; sie verleiht ihr eine Mystik, die im Ritual sinnlichen Ausdruck erfährt. Die erotischen Szenen von Khajuraho illustrieren die Inszenierung des Geschlechtsakts, sie stellen ein Zeremoniell dar, das die Handlungen der Liebespaare (mithuna) sakralisiert.“[1]
- „Der Volksglaube sieht maithuna als eine Art Zauber, um den bösen Blick abzuwenden und den Tempel vor Blitzeinschlag zu schützen oder als Mittel, um die Spiritualität der Gläubigen zu testen, die angesichts derartig aufreizender Szenen keinerlei Regung zeigen durften... Eine bessere Erklärung lieferte vielleicht der indische Gelehrte D. Desai, der die erotischen Szenen von Khajuraho für ein magisch-schamanistisches Erbe hält, bei dem die Darstellungen die Fruchtbarkeit förderten und gleichzeitig Schutz vor dem Bösen und negativen Einflüssen boten.“[2]

Nur wenige Kommentatoren gehen darauf ein, dass die eindeutig erotisch-sexuellen Darstellungen ausschließlich an den Außenwänden der Tempel erscheinen; im Tempelinnern (d. h. in der Welt des Göttlichen) sind derartige Szenen nicht zu sehen, wenngleich auch hier einander zärtlich umarmende Liebespaare (mithunas) oder vollbusige und halbnackte 'Schöne Mädchen' (surasundharis) gezeigt werden. Die Gläubigen, die dem Göttlichen (d. h. in diesem Fall dem Lingam) ihre Verehrung bezeugen wollen, werden somit beim Betreten und innerhalb des Tempels überhaupt nicht mit erotisch-sexuellen Themen konfrontiert. Auffällig ist überdies die Tatsache, dass am gesamten Tempel keinerlei Darstellungen von Dämonen zu finden sind. Die Vielzahl und die dichte Anordnung der lebensbejahend schönen, harmonischen und auch erotischen Darstellungen lassen schlichtweg keinen Raum für die Entfaltung negativer und dämonischer Kräfte.

## Bedeutung
Der Kandariya-Mahadeva-Tempel gilt als Höhepunkt der Chandella-Architektur, wenn nicht der (nord)indischen Tempelbaukunst überhaupt. Der überaus reiche, beinahe vollplastische Figurenschmuck ist nahezu vollständig erhalten und bezeugt die handwerkliche und künstlerische Meisterschaft der Bildhauer des indischen Hochmittelalters.